# Mats Wieffer
Mats Wieffer, né le 16 novembre 1999 à Borne aux Pays-Bas, est un footballeur international néerlandais qui joue au poste de milieu défensif à Brighton & Hove Albion.

## Biographie

### En club
Né à Borne aux Pays-Bas, Mats Wieffer est formé par le FC Twente. Il joue son premier match en professionnel le 30 octobre 2018, lors d'une rencontre de coupe des Pays-Bas contre le VV Noordwijk (en). Il entre en jeu et son équipe s'impose par quatre buts à deux.
Le 30 juin 2020, Mats Wieffer s'engage en faveur de l'Excelsior Rotterdam après avoir passé dix ans au FC Twente. Il signe un contrat de trois ans, soit jusqu'en juin 2023. Le 5 février 2021, il inscrit son premier but en professionnel lors d'une rencontre de championnat contre le FC Volendam. Il est titularisé et son équipe l'emporte par deux buts à zéro.
Le 23 juin 2022, Mats Wieffer s'engage en faveur du Feyenoord Rotterdam. Il signe un contrat courant jusqu'en juin 2026.
Wieffer joue son premier match pour le Feyenoord le 11 septembre 2022, lors d'une rencontre de championnat face au Sparta Rotterdam. Il entre en jeu à la place de Javairô Dilrosun et son équipe s'impose par trois buts à zéro. Il inscrit son premier but pour le club le 26 février 2023, contre le Fortuna Sittard, en championnat. D'une frappe lointaine il vient participer à la victoire de son équipe par quatre buts à deux ce jour-là,.
Le 5 juillet 2024, Mats Wieffer rejoint l'Angleterre en s'engageant en faveur de Brighton & Hove Albion. Il signe un contrat de cinq ans, soit jusqu'en juin 2029.

### En sélection
Le 17 mars 2023, Mats Wieffer est convoqué pour la première fois avec l'équipe nationale des Pays-Bas. Il honore sa première sélection lors de ce rassemblement, le 27 mars 2023 contre Gibraltar en étant directement titularisé. Les Pays-Bas s'imposent par trois buts à zéro.
Wieffer inscrit son premier but en sélection le 21 novembre 2023, contre Gibraltar. Titulaire, il participe à la victoire de son équipe par six buts à zéro,,.

## Palmarès

### En club
Feyenoord
- Championnat des Pays-Bas (1) :
  - Vainqueur en 2023.